# Lichtschnitt

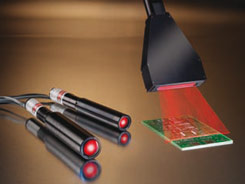
Abb. 1: Telezentrischer Linienlaser

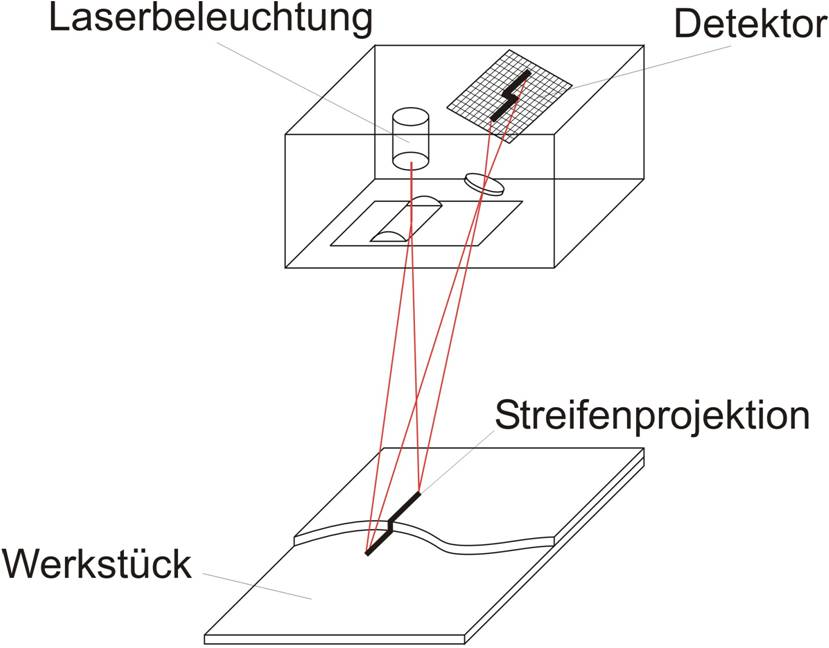
Abb. 2: Schematischer Aufbau eines Lichtschnittsensors

Der Lichtschnitt ist ein Verfahren der optischen 3-D-Messtechnik, das die Vermessung eines Höhenprofils entlang einer projizierten Lichtlinie ermöglicht. Es basiert auf dem Prinzip der Triangulation. Ein Lichtschnittsensor besteht aus einem Linienprojektor – meist mit einem Laser als Lichtquelle – der eine möglichst schmale und helle Linie auf das Messobjekt projiziert sowie einer elektronischen Kamera, die die Projektion der Linie auf dem Objekt beobachtet. Die Verschiebung der Linie im Kamerabild wird mit den Methoden der Photogrammetrie in 3-D-Koordinaten umgerechnet. Der Lichtschnitt ist somit ein Spezialfall der Streifenprojektion. Für eine parallele Projektion der Laserlinie werden neben dem klassischen Linienlaser Varianten mit telezentrischer Optik verwendet, um die Nachteile einer divergenten Punktquelle zu kompensieren.

## Bildauswertung

Lichtschnittsensor simuliert mit 3D-Computergrafik
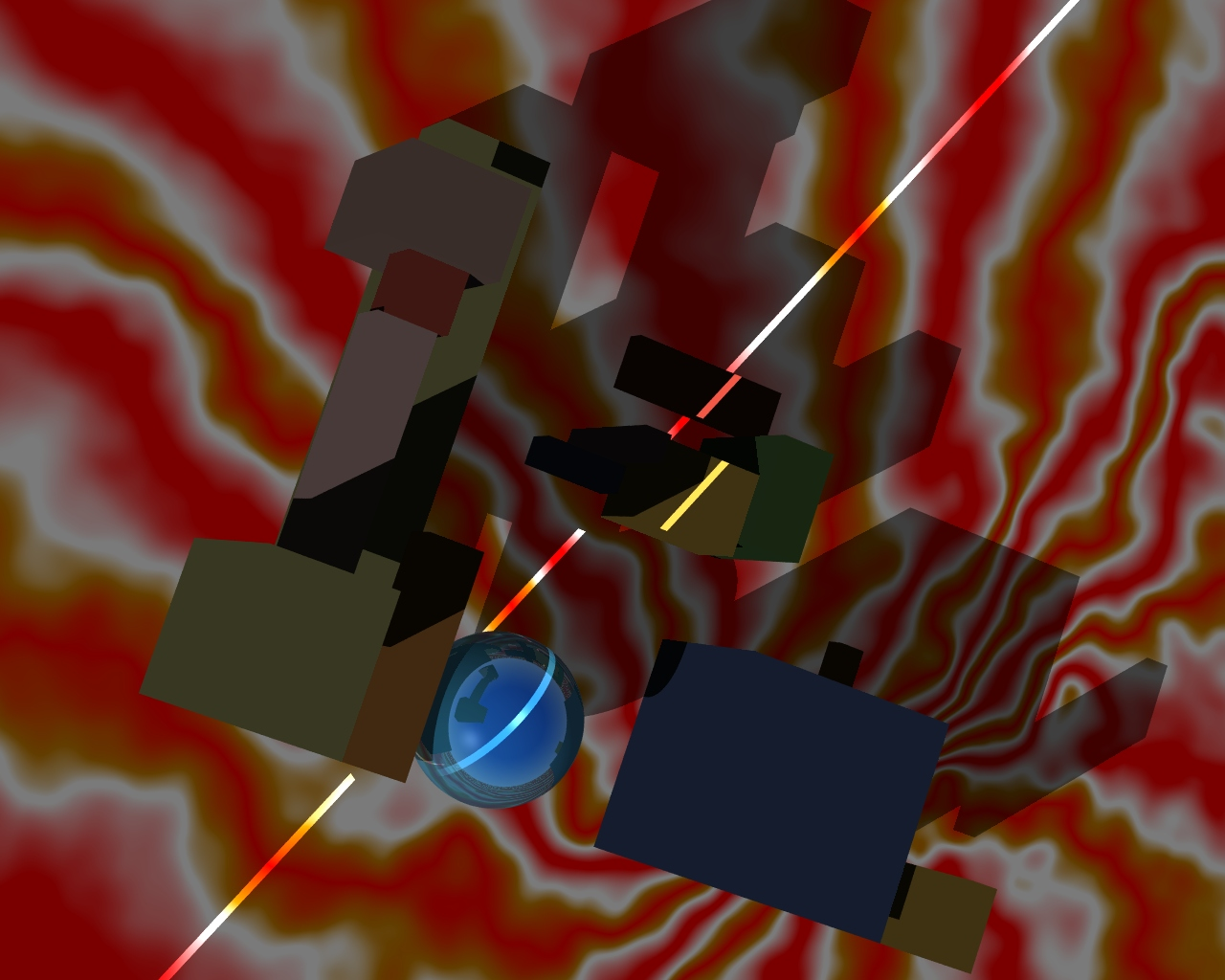
3. Bild am Detektor des Lichtschnittsensors mit Hintergrundbeleuchtung
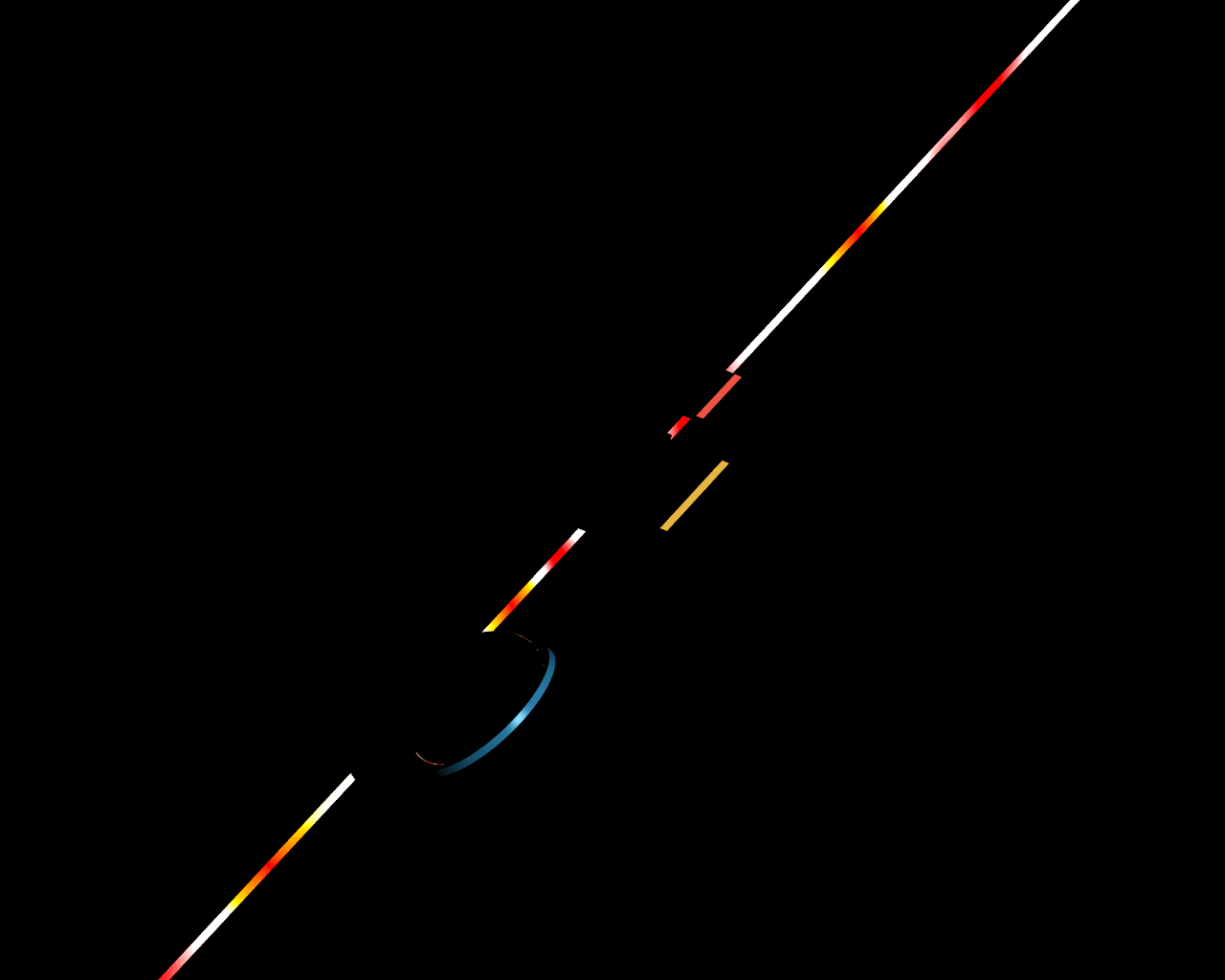
4. Bild am Detektor ohne Hintergrundbeleuchtung
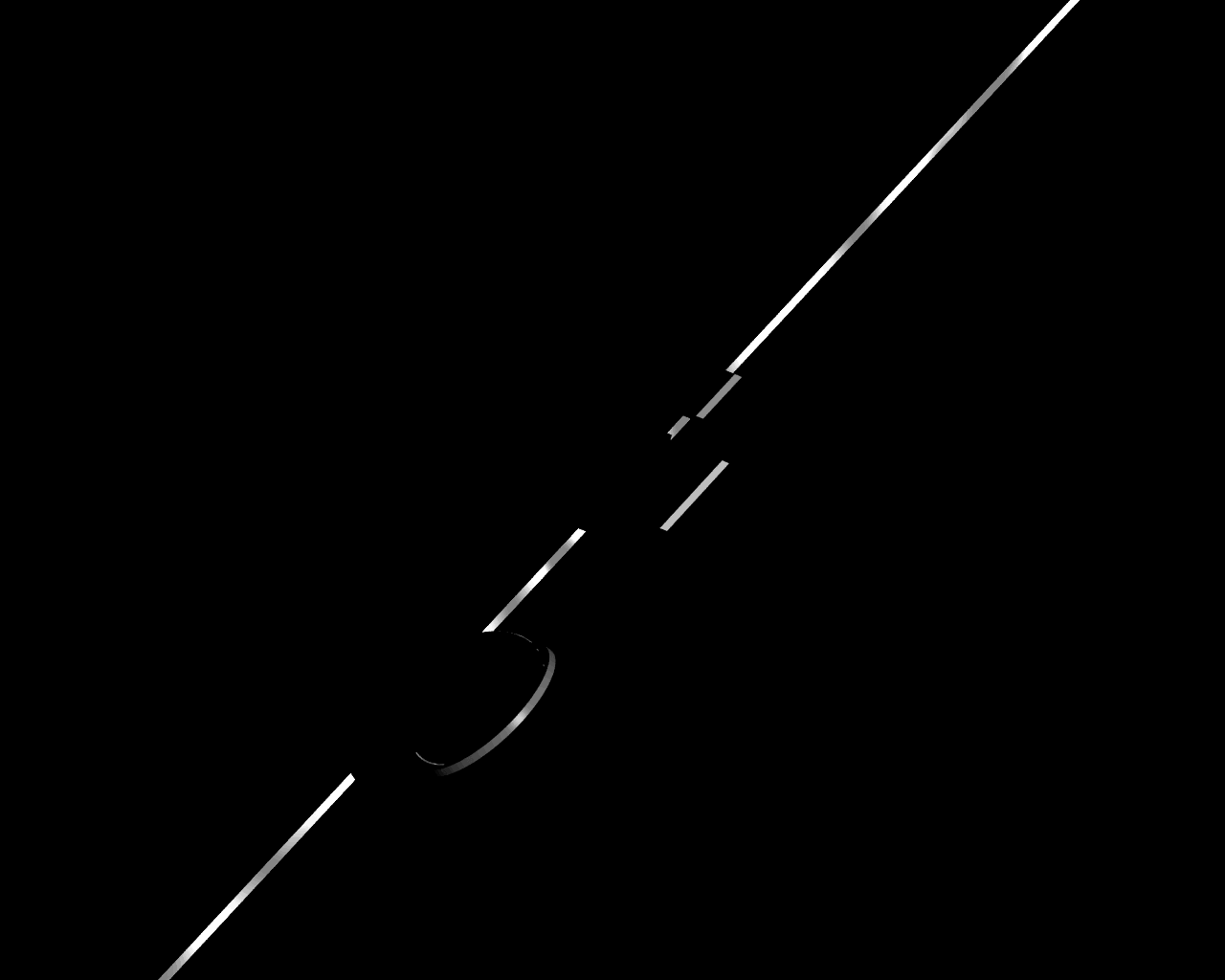
5. Bild am Detektor ohne Hintergrundbeleuchtung in Graustufen als Höheninformation

Die Bildserie verdeutlicht die Arbeitsweise eines Lichtschnittsensors. Die Bilder zeigen die Sicht der Messkamera. Von links unten nach rechts oben verläuft die projizierte Linie. Der Effekt der Verschiebung der Linie im Bild durch Niveausprünge auf dem Objekt ist deutlich zu erkennen.
Die Bilder wurden zwar mit einer Simulation erzeugt, zeigen aber die typischen Effekte von realen Bildern. Abbildung 3 zeigt die Sicht der Messkamera mit einer hellen Hintergrundbeleuchtung. Da es selbst dem menschlichen Betrachter schwerfällt, die Linie in solch einer komplexen Szene zu verfolgen, versucht man in der Praxis störendes Hintergrundlicht zu vermeiden. Das Resultat ist in Abb. 4 dargestellt. Da die Farbinformation für die dreidimensionale Auswertung nicht notwendig ist und wegen der höheren räumlichen Auflösung bei gleicher Pixelzahl benutzt man normalerweise Schwarzweißkameras. Abbildung 5 kommt dem Bild, das ein Lichtschnittsensor auswerten muss, am nächsten. Die Schwierigkeiten bei der präzisen Lokalisierung der Linie werden durch oberflächenbedingte Helligkeitsschwankungen und komplizierte Geometrien z. B. an Objektkanten verursacht.